# RCW 87
RCW 87 è una piccola nebulosa a emissione visibile nella costellazione australe del Compasso.
Si presenta come una piccola nube di forma allungata situata nella parte settentrionale della costellazione, in corrispondenza di una regione fortemente oscurata della Via Lattea australe; presenta una forma allungata in senso est-ovest ed appare attraversata da una piccola nube oscura. Data la sua declinazione fortemente australe, la sua osservazione è possibile solo dalle regioni dell'emisfero australe terrestre e da quelle tropicali dell'emisfero boreale; dall'emisfero sud appare circumpolare fino alle latitudini subtropicali. Il periodo più indicato per la sua osservazione nel cielo serale va da aprile a ottobre.
Si tratta di una regione H II situata sul bordo interno del Braccio del Sagittario alla distanza di circa 3000 parsec (circa 9800 anni luce), anche se uno studio del 2010 riporta per questa nube una distanza notevolmente inferiore, attorno ai 1230 parsec (circa 4000 anni luce), collocandola così sul bordo esterno del medesimo braccio. Secondo alcuni studi al suo interno si troverebbe uno degli ammassi aperti di giovane età più massicci dell'intera Via Lattea, con una massa stimata attorno alle 10300 M⊙ e un'età di circa 20-25 milioni di anni; l'ammasso, catalogato con le sigle [BDB2003] G320.15+00.79 e RCW 87 IR Cluster, coincide con la sorgente di radiazione infrarossa IRAS 15015-5720, individuata dall'IRAS nel corso degli anni ottanta, e sarebbe posto alla distanza di circa 7600 parsec, portando così la nube a una distanza nettamente superiore a quanto riportato dalla maggior parte degli studiosi.
RCW 87 farebbe parte di una grande regione di formazione stellare che comprenderebbe anche le vicine nubi RCW 88 e RCW 89 e sarebbe situata alla distanza media di circa 3000 parsec sul Braccio del Sagittario.